# آدریانا سرزو
آدریانا سرزو (اسپانیایی: Adriana Cerezo‎؛ زادهٔ ۲۴ نوامبر ۲۰۰۳) تکواندوکار زن اهل اسپانیا است.
وی در مسابقات کشوری و بین‌المللی در مجموع برندهٔ ۳ مدال طلا، ۱ مدال نقره شده‌است.